# Laís Chaffe
Laís Chaffe (Porto Alegre, 1966) é uma jornalista, escritora e realizadora audiovisual brasileira. Idealizou e está à frente do projeto Cidade Poema, que vem levando poesia às ruas e a espaços públicos de Porto Alegre desde 2009. De família sírio-libanesa, foi diretora do Instituto Estadual do Livro do Rio Grande do Sul  entre 2012 e 2014.

## Obra
Escreveu com dedos e lábios roxos (haicais, Bestiário/Class, 2019), Segue anexa minha sombra (poemas, Bestiário/Class, 2018, prêmios Livro do Ano de Poesia da Associação Gaúcha de Escritores e da Academia Literária do Rio Grande do Sul), Medusa (poemas infantis, Casa Verde, 2011), Instante Estante - Carne e trigo (poemas, Castelinho Edições, 2011), Minicontos e muito menos (Casa Verde, Série Lilliput, 2009) e Não é difícil compreender os ETs (AGE, 2002, 112p).
Também é diretora, roteirista e produtora executiva do documentário Canto de cicatriz (38min, 2005); roteirista e diretora (com Gustavo Brandau) do curta-metragem Identidade (15min, 2002); e roteirista e produtora executiva do curta Colapso (15min, 2004). Dirigiu e roteirizou ainda a série de curtas Cidade Poema (2009) e o minimetragem Um minuto de silêncio (1994). 
Idealizou e está à frente do selo editorial Casa Verde, lançado em março de 2005 com a antologia de contos Fatais, reunindo textos seus e de Caco Belmonte, Christina Dias, Filipe Bortolini, Flávio Ilha, Luciana Veiga, Luiz Paulo Faccioli e Marcelo Spalding, então sócios no projeto. Em junho de 2005, editou a segunda antologia do selo editorial: Contos de bolso, primeiro volume da Série Lilliput, dedicada aos minicontos, e pela qual já foram publicadas as coletâneas Contos de bolsa (Casa Verde, 2006), Contos de algibeira (2007), Contos comprimidos (2008), além de Minicontando, de Ana Mello (2009); Minicontos e muito menos (2009), de Laís Chaffe e Marcelo Spalding; 80 contos sem desconto, de Adair Philippsen; Corpos sem pressa, de Leonardo Brasiliense; numa estrada sem fim que carrego aqui dentro (2019), de Lélia Almeida.
Participou de diversas antologias, entre elas, Blasfêmeas: mulheres de palavra (2016, org. Marília Kubota e Rita Lenira Bittencourt), Festschrift para Assis Brasil (2015, org. Gabriela Silva, Roberto Schmitt-Prym e Rubem Penz), Coletânea de poesia gaúcha contemporânea (2013, org. de Dilan Camargo), Contos do novo milênio (2006, org. de Charles Kiefer), Poemas no Ônibus 2002 e 2004.

### Prêmios
- 2019 - Prêmio Livro do Ano de Poesia da Associação Gaúcha de Escritores para Segue anexa minha sombra.
- 2019 - Prêmio Melhor Livro de Poesia da Academia Literária do Rio Grande do Sul (Segue anexa minha sombra).
- 2007 - Menção especial do júri da Federação Internacional dos Cineclubistas no II Festival Internacional de Atibaia (SP), pelo documentário Canto de cicatriz.
- 2006 - Menção honrosa na 33ª Jornada Internacional de Cinema da Bahia (Canto de cicatriz).
- 2006 - Prêmio Destaque Feminino no II Festival Tudo Sobre Mulheres de Chapada dos Guimarães (MT), pelo documentário Canto de cicatriz.
- 2006 - Prêmio Galgo Alado de melhor vídeo independente brasileiro, e melhor vídeo social no Gramado Cine Vídeo 2006, pelo documentário Canto de cicatriz.
- 2005 - Prêmio Direitos Humanos no Rio Grande do Sul (Unesco e Assembleia Legislativa), pelo documentário Canto de cicatriz.

Foi premiada no 15º Concurso de Contos Paulo Leminski (PR), no 1º Concurso de Poesia da Biblioteca Leverdógil de Freitas (RS), no II Concurso Nacional de Literatura Revelação do III Milênio (GO), entre outros. 